# Povstání v Kwangdžu

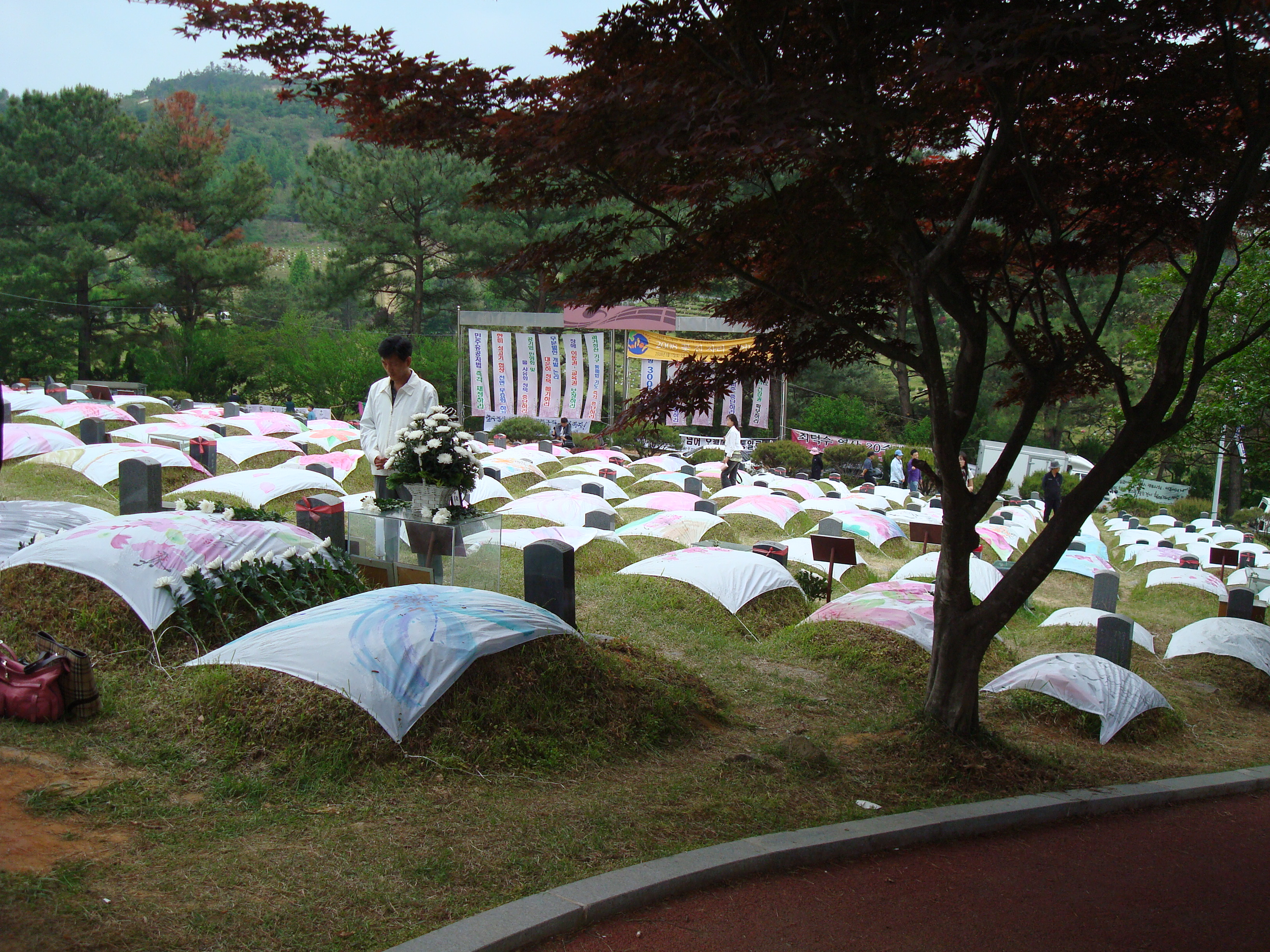
Hřbitov Mangwol-dong, na němž jsou pochovány některé z obětí povstání

Povstání v Kwangdžu či prostě "událost 518" (tj. událost z 18. 5.), později přejmenované na Demokratizační kwangdžuské hnutí (광주민주화운동; 光州民主化運動; Kwangdžu mindžuhwa undong), odkazuje na povstání ve městě Kwangdžu v Korejské republice od 18. do 27. května 1980. V napjaté vnitropolitické i mezinárodněpolitické situaci se občané zmocnili zbraní a podařilo se jim obsadit celé město. Podle vládních údajů při povstání zahynulo 191 osob. Opoziční strany v osmdesátých letech uváděly, že počet zabitých dosáhl až 2 000, což potvrzovala část historiků. Zároveň počet úmrtí v Kwangdžu v květnu 1980 přesahoval dlouhodobý průměr o 2 300.

## Pozadí události
Prezident Pak Čong-hui byl po osmnácti letech vlády 26. října 1979 zastřelen ředitelem Ústřední zpravodajské služby. Vražda prezidenta republiky pochopitelně vedla k okamžitému vyhlášení stanného práva a vyšetřováním byl pověřen generál Čon Du-hwan, vrchní velitel vojenské zpravodajské služby. Panovalo důvodné podezření, že za vraždou prezidenta nestály jen špičky civilní tajné služby, ale rovněž armádní představitelé. Událost ochromila dřívější autoritářský režim a vedla k vyhrocení vnitropolitické a celospolečenské situace. Významnou roli sehrály také dva geopolitické faktory. Hospodářskou situaci významně zhoršila globální energetická krize z roku 1979 a z bezpečnostněpolitického hlediska existovalo nezanedbatelné nebezpečí, že vnitropolitické nestability využije KLDR ke druhému útoku proti ochromenému jihokorejskému státu. Tyto obavy podporovala skutečnost, že během 70. let bylo v oblasti demilitarizované zóny objeveno několik infiltračních tunelů, které měly nečekanou agresi umožnit. Poslední z tunelů byl odhalen teprve na konci roku 1978.
Zastupující prezident Čchö Kju-ha a jeho administrativa ztráceli kontrolu a do politického dění podobně jako v roce 1961 zasáhla jihokorejská armáda. Pozdější prezident Čon Du-hwan zahájil postupnou kontrolu armády během semilegálního převratu z 12. prosince 1979, během něhož byly zatčeny špičky armády podezřelé z podílu na zavraždění prezidenta.
Proces jihokorejské demokratizace, který byl v 70. letech administrativou prezidenta Paka přerušován, se znovu probudil. Se začátkem nového semestru v březnu 1980 se do univerzit začali vracet studentští aktivisté a profesoři, kteří nekontrolovaně organizovali studentské svazy (připomínají radikálně orientované odborové svazy). Studentské svazy navzdory omezení politických aktivit pořádaly celostátní demonstrace volající po celé řadě okamžitých kroků: zrušení stanného práva, demokratizaci a změně ústavy, zavedení přísných pracovních standardů či zvýšení mezd. Padly první oběti jak na straně pořádkových sil, tak na straně demonstrantů. Tyto aktivity vyvrcholily demonstrací proti stannému právu u Soulského nádraží 15. května 1980, kterých se účastnilo asi 100 000 studentů a občanů.
Na kontrole se vymykající situaci vláda odpověděla 17. května 1980, kdy rozhodla o rozšíření a zvýšení stupně stanného práva, tedy i zvýšení pohotovosti armády. Rozšířené stanné právo zahrnovalo zákaz politických shromáždění a stávek, cenzuru tisku a uzavření univerzit. Do hlavních měst země byly vyslány vojenské jednotky dohlížející na dodržování nařízení. Téhož dne policie zatkla účastníky celostátního sjezdu vůdců studentských svazů z 55 univerzit, kteří navzdory stannému právu diskutovali o organizaci dalších megademonstrací po celé zemi. Bylo rovněž zatčeno 26 opozičních politiků a aktivistů, včetně pozdějšího prezidenta a rodáka z provincie Jižní Čolla Kim Te-džunga, za podněcování demonstrací a poskytování financí organizátorům protizákonných aktivit.

## Časová osa
18. – 19. květen
Ráno 18. května se u brány campusu Státní univerzity provincie Jižní Čolla (Státní univerzity Čonnam), sídlící v Kwangdžu, v rozporu s nařízením o stanném právu shromáždilo několik set studentů demonstrujících proti uzavření univerzity. Studenti začali házet kameny na dohlížející vojenskou jednotku a střetli se s ní. Odpoledne se studenti přesunuli do centra města a pokračovali v protestu, žádali zrušení stanného práva a propuštění Kim Te-džunga, a útočili na pořádkové síly. Odpoledne bylo nasazeno 686 vojáků 33. a 35. praporu 7. výsadkové divize, což započalo novou drastickou fázi potlačení povstání.
Dle svědků vojáci bili obušky prostestující i přihlížející, je dokumentováno použití bajonetů. První zdokumentovanou obětí byl 29letý Kim Kyung Čchol, hluchý muž který byl ubit k smrti když procházel. Obyvatelé Kwangdžu byli pobouření násilím a počty protestujících rychle rostly.
Násilnosti eskalovaly následující den, 19. května, kdy demonstranti ničili policejní zařízení i místní rozhlasové a televizní stanice, podpálili několik automobilů v ulicích města. Počáteční fázi charakterizovaly brutální potyčky muž proti muži. Pořádkové složky byly vyzbrojeny obušky, zatímco demonstranti používali ocelové trubky, kamení a molotovovy koktejly. Někteří svědci tvrdí, že příslušníci policie a vojáci používali nepřiměřenou sílu, jiní svědci jsou však přesvědčeni, že "armáda se v naprosté většině případů snažila otevřenému boji s rebely vyhnout." Agresivní bitky sice během prvních dvou dní přinesly mnoho zraněných, ale zatím pouze dvě oběti.
20. – 21. květen
Do 20. května dosáhl počet protestujících zhruba 100 000. Během dne armáda začala pálit do demonstrantů ostrou municí a zabila neznámý počet občanů Kwangdžu před nádražím. Téhož dne vzbouřenci podpálili místní radnici a rozhlasovou a televizní stanici Kulturní vysílání (Munhwa Broadcasting Corporation, MBC). U barikády chránící provinční úřad o život přišli čtyři policisté, když do nich vysokou rychlostí najelo auto. V noci 20. května stovky taxíků vedly průvod autobusů a nákladních i osobních vozidel jako součást protestu na podporu demonstrujících občanů a odpor k brutalitě příslušníků armády. Při příjezdu byl proti řidičům užit slzný plyn, vojáci je vytahovali z vozů a zbili je. Mnoho řidičů bylo napadeno a zbito ve chvílích, kdy se pokoušeli pomoci raněným a dopravovali je do nemocnice. Několik z nich bylo zastřeleno.
21. května okolo jedné hodiny odpoledne armáda začala pálit na protestující dav před provinčním úřadem. Rozzuření protestující v odpovědi vyrabovali zbrojnice policejních stanic v okolních městech a ozbrojili se útočnými puškami a krátkými střelnými zbraněmi. Odpoledne vypukly krvavé přestřelky mezi protestujícími a armádou. Okolo 5.30 milice získaly dva lehké kulomety a použili je proti armádě: Ta se stáhla z centra města.

## Blokáda Kwangdžu a ostatní zvěrstva
22. – 25. květen
V této situaci všechny vojenské jednotky ustupovaly k předměstským oblastem a čekaly na posily. Během této doby armáda blokovala všechny cesty a komunikace vedoucí do a ven z města. Třebaže se v tomto období mezi milicemi a armádou nebojovalo, bylo zabito mnoho nevinných lidí, když 23. května vojáci rozstříleli projíždějící autobus u Jiwon-dongu. Zabito bylo 17 z 18 pasažérů. Druhého dne vojáci stříleli na chlapce koupající se v nádrži Wonje a zabili jednoho z nich. Později téhož dne armáda utrpěla největší ztráty na životech, když se vojenské jednotky u Songam-dongu omylem dostaly do „přátelské palby“. Zabito bylo třináct vojáků.
Mezitím ve "osvobozeném" městě Kwangdžu zformovali občané i studenti vyjednávací komisi. Komise se skládala z asi 20 lidí (kazatelů, právníků a profesorů). Ti vyjednávali s armádou a požadovali propuštění zatčených občanů, kompenzaci za oběti a zákaz odplaty výměnou za odzbrojení milic. Pozdější byla komise vytvořena také vysokoškoláky a vzala si na starost pohřby, veřejné kampaně, řízení dopravy, stažení zbraní a lékařskou pomoc.
Tato městská komise byla velmi dobře organizovaná, ale vyjednávání uvázlo v mrtvém bodě, protože armáda naléhala na okamžité odzbrojení milic. Tato záležitost způsobila rozkol uvnitř vyjednávací komise. Část chtěla okamžitě kapitulovat, zatímco část volala po pokračujícím odporu až do splnění všech jejich požadavků. Po vášnivé debatě převzali kontrolu ti, kteří chtěli pokračovat v odporu.

## Protesty v ostatních regionech
Jak se šířily zprávy o masakru v Kwandžu, vypukly další protesty proti vládě v blízkých regionech Hwasun, Naju, Haenam, Mokpo, Yeongam, Gangjin, a Muan. Zatímco protesty skončily mírumilovně ve většině regionů, v Haenamu se střílelo mezi vyzbrojenými protestujícími a vojenskými jednotkami. Do 24. května většina těchto protestů ustala, s výjimkou Mokpo, kde protest pokračoval až do 28. května.
26. květen
26. května byla armáda připravena znovu vstoupit do města. Členové vyjednávací komise se pokusili zastavit armádní předvoj tím, že si lehli na ulice. Jak se šířily zprávy o bezprostředně hrozícím útoku, občanské milice se usadily na městském úřadě a připravovaly se na poslední odpor.
27. květen
Ve 4:00 ráno vojenské jednotky z pěti divizí vstoupily do centrální části města a porazily civilní milice během pouhých 90 minut.

## Oběti
Neexistuje žádný přesný počet celkových obětí povstání ve Kwangdžu. Oficiální čísla vydaná Úřadem pro stanné právo hovoří o 144 civilistech, 22 vojácích a 4 policistech. Zraněno bylo 127 civilistů, 109 vojáků a 144 policistů. Jedinci, kteří se pokusili diskutovat o těchto číslech, byli zatčeni pro "šíření falešných zpráv".
Podle „Asociace truchlících rodin 18. května“, nejméně 165 lidí zemřelo mezi 18 a 27. květnem. Dalších 65 se stále pohřešuje, ale předpokládá se, že jsou mrtví. 23 vojáků a 4 policisté byli zabiti během povstání, včetně 13 vojáků zabitých v přátelské palbě mezi vojenskými jednotkami v Songam-dongu.
Podle korejského filmu z roku 2007 May 18 (Hwaryeohan hyuga), režírovaného Kim Ji-hunem, "měl incident za následek 207 obětí, 2392 zraněných a 987 nezvěstných, ale o přesných číslech obětí se vedou značné spory.

## Následky
Vláda odsoudila povstání jako povstání podnícené Kim Te-džungem a jeho stoupenci. V následujícím soudním procesu byl Kim odsouzen k trestu smrti, jeho trest byl ale zredukován kvůli silným mezinárodním protestům. Celkem 1394 lidí bylo zatčeno za nějakou účast na Kwangdžu a 427 lidí bylo obviněno. Mezi nimi bylo 7 lidí odsouzeno k trestu smrti a 12 lidí bylo odsouzeno na doživotí.
Demokratizující proces Kwangdžu měl hluboký dopad na jihokorejskou politiku a historii. Čon Du-hwan měl problémy s popularitou, protože svoji moc získal skrze vojenský převrat, a po autorizaci útoku speciálních jednotek proti občanům byla legitimita jeho vlády významně poškozena. Spojené státy byly předtím vnímané jako osvoboditel a ochránce, ale protesty v Kwangdžu změnily obraz americké vlády, protože se předpokládalo že Spojené státy věděly předem o vyslání zvláštních vojenských jednotek a jen přihlížely, jak byli vražděni civilisté. Americká pověst byla dále poškozena, když americká vláda po roce 1980 pokračovala v podpoře Čon Du-hwana. Přesto tato událost vydláždila cestu pro pozdější procesy v 80. letech, které posléze přinesly Jižní Koreji demokracii. Události ve Kwangdžu se staly symbolem Jižní Koreje boje proti autoritářským režimům a za demokracii.

## Přehodnocení
Na hřbitově Mangwol-dong v Kwangdžu, kde jsou těla obětí pohřbena, každoročně 18. května od roku 1983 pořádají pozůstalé rodiny vzpomínkové slavnosti. Mnoho prodemokratických demonstrací v 80. letech požadovalo oficiální přiznání pravdy o masakru v Kwangdžu a trest pro ty, kteří za to byli zodpovědní.
Úřední přezkoumání masakru začalo po obnovení platnosti přímých prezidentských voleb v roce 1987. V roce 1988 parlament při veřejném líčení o masakru v Kwangdžu oficiálně přejmenoval tento incident na Hnutí za demokratizaci Kwangdžu.
V roce 1995 jak rostl tlak veřejnosti, parlament vydal speciální zákon o 18. květnu. Demokratický proces umožnil žalobu lidí zodpovědných za převrat 12. prosince a masakr ve Kwangdžu navzdory skutečnosti, že odpovědnost za trestné činy již byla promlčena. Postupně bylo v roce 1996 obviněno 8 politiků pro velezradu a za masakr. Trest byl vynesen v roce 1997, obsahoval i trest smrti, který byl později změněn na doživotí pro bývalého prezidenta Čon Du-hwana. Bývalý prezident Ro Te-u, Čonův následovník a spoluúčastník na převratu 12. prosince, byl také odsouzen k životu ve vězení. Všichni vězni ale byli amnestováni 22. prosince ve jménu národního usmíření odcházejícím prezidentem Kim Jong-samem po poradě s nově zvoleným prezidentem Kim Te-džungem. Roku 1997 byl 18. květen oficiálně ustanoven jako pamětní den (den obětí). V roce 2002 hřbitov Mangwol-dong získal status národního hřbitova.